# Лугофилинская
Лугофилинская — деревня в России, находится в Ханты-Мансийском районе, Ханты-Мансийского автономного округа — Югры. Входит в состав сельского поселения Горноправдинск. Население на 1 января 2016 года составило 51 человек.
Почтовый индекс — 628520, код ОКАТО — 71129906003.

## Название
Луговое Филино, Луго-Филинск – прежние названия населённого пункта, который находится на левом берегу реки Иртыш.
 Происхождение нынешнего названия - Лугофилинская - точно неизвестно; на данный момент существует 3 версии происхождения названия: 
1. деревня берёт название от места расположения деревни (на луговой стороне);
2. от птиц - филинов, водившимися ранее на луговой местности данной территории;
3. также, по легенде коренных народов (ранее проживавших на данной местности), название деревни берет своё начало от человека с прозвищем «филин».

...происхождение оного доподлинно неизвестно; известно лишь, что жил он задолго до появления первых жителей, был крепкого телосложения, имел большие, острые уши, хорошее зрение, охотился ночами и вообще, напоминал собой птицу (см.Филин)...

## Физико-географическая характеристика

### Географическое положение
Деревня Лугофилинская расположена на территории Западно-Сибирской равнины, на левом берегу реки Иртыш; в природной зоне тайги.

### Часовой пояс
Деревня, как и весь Ханты-Мансийский автономный округ - Югра, находится в часовом поясе Екатеринбургское время. Смещение относительно UTC составляет +5:00. Относительно московского времени часовой пояс имеет постоянное смещение +2 часа и обозначается в России как MSK+2.

### Климат
Климат резко континентальный, зима суровая, с сильными ветрами и метелями, продолжающаяся семь месяцев. Лето относительно тёплое, но быстротечное.

## История
Существует предположение, что деревня возникла ещё в XVII веке. Тогда территории находились во владении хантыйских князей Игнатко и Чикирко.

### XVIII - 1916
По итогам пятой ревизии, которая проходила в 1795 году в выселке Луговое Филино, проживала малочисленная семья Молоковых (десять человек).
В 1850-м году проходила девятая ревизия. Уже на территории населения проживало около девяти мужчин и шести женщин.
В 1870-м же году было четыре двора, и в них проживало 12 мужчин и 8 женщин.

### 1917 - 1940
Революция разделила деревенских на два лагеря. Представители местной власти ходили по домам так называемых "кулаков", и забирали одежду, раздавая её затем.
В 1923 году советская власть была окончательно установлена. Был образован Самаровский район. В него входила и деревня Луго-Филинск.
После революционных событий деревня начала стремительно развиваться; появились: кузница, небольшой смоляной завод, мельница, ручное пимокатное производство валенок. С наступлением советских времен количество дворов увеличилось: в 1927 году было 29 хозяйств. Тридцать три мужчины и тридцать четыре женщины от 18 до 60 лет, детей - 50. Всего жителей было около 130 человек.
В начале 30-х годов были сосланы зажиточные крестьяне из Уватского района, позднее обосновавшиеся в деревне.
Началось искоренение неграмотности, в особенности среди местного населения.

### 1941 - 1945

#### Военные годы
В военные годы в Самаровском районе проходила мобилизация мужчин на фронт. В числе призванных были и жители Луго-Филинска. Вернулись лишь единицы. Среди них был и Сизов Михаил Платонович, воевавший под Старой Руссой, защищал Сталинград, за что и был награждён медалями "За отвагу", "За оборону Сталинграда". 

### 1946 - 1991
На рубеже второй середины XX века в деревне один за другим открывались объекты соцкультбыта.
- В 40-е годы начала работу начальная школа;
- В 1946 году открылся сельский клуб;
- В 1947 году было открыто лечебное учреждение - больница;
- В 50-е годы был образован колхоз «Путь к коммунизму!», в состав которого входила животноводческая бригада деревни;
- 1961 год знаменателен открытием дизельной электростанции;
- Радио в деревне появилось в 1965 году;
- В 1966 году колхоз был преобразован в совхоз «Цингалинский». Работники бывшего колхоза были зачислены в штат совхоза в качестве работников Луго-Филинской фермы, или Луго-Филинского отделения;
- В середине 70-х годов действовала взлётно-посадочная полоса, куда приземлялись самолёты АН-2 (на борту одного из них был замечен Ян Френкель).

В 1989 году Лугофилинское отделение вышло из состава совхоза «Цингалинский». Дворы, крупно-рогатый скот были взяты на баланс ПНГРЭ. Было образовано подсобное хозяйство. В  90-х годах подсобное хозяйство прекратило своё существование. 

### 1991 - настоящее время
Развал СССР внес свои коррективы в развитие населенного пункта: число жителей пошло на спад. Оставшиеся в деревне вынуждены были вести личные подсобные хозяйства в связи с закрытием сельскохозяйственных предприятий. Объекты соцкультбыта были сохранены, однако, начальная школа была закрыта в 2004 году из-за отсутствия детей дошкольного возраста.

## Население
По настоящее время де-факто в деревне проживает 51 человек (русские, ханты, белорус и башкирка).
| Год  | Численность постоянного населения (среднегодовая) |
| ---- | ------------------------------------------------- |
| 2002 |                                                   |
| 2008 | 62                                                |
| 2010 | 49                                                |

## Социальная инфраструктура
Медицинское обслуживание жителей деревни обеспечивает фельдшерско-акушерский пункт. Ближайшее отделение скорой медицинской помощи расположено в поселке Горноправдинск.
Культурно-досуговую деятельность осуществляет территориальное подразделение Лугофилинский клуб.
Работает продуктово-хозяйственный магазин.
Деревня электрифицирована. Центральное водоснабжение отсутствует, потребность в пресной воде обеспечивается глубоководной скважиной.

## Экономика
На территории населенного пункта функционирует КФК «Белкина В.Б.». Направление деятельности заключается в разведении крупно-рогатого скота. Реализация
продукции собственного производства (мясо; молоко, сливки, сметана; а также манты и пельмени) осуществляется через розничные сети в посёлке Горноправдинск и в городе Ханты-Мансийск.

## Транспорт и связь
В зимнее время действует автобусный маршрут Горноправдинск — Лугофилинская — Горноправдинск.
В деревне доступна сотовая связь (2G и 3G), обеспечиваемая операторами Билайн, МегаФон, МТС и Тele2. Также, с 2014 года доступна связь 4G-LTE оператора Мотив. В центре деревни установлен таксофон. Ближайшее отделение почтовой связи, обслуживающее жителей деревни, находится в посёлке Горноправдинск.